# Amarianó
Amarianó, en grec moderne : Αμαριανό est un village du dème de Minóa Pediáda, en Crète, en Grèce. Selon le recensement de 2011, la population d'Amarianó compte 159 habitants. Il est situé à une altitude de 530 m.